# بویزی (پورتلند، اورگن)
بویزی (به انگلیسی: Boise) یک منطقهٔ مسکونی در ایالات متحده آمریکا است که در پورتلند، اورگن واقع شده‌است. بویزی ۱٫۱۲ کیلومتر مربع مساحت و ۳٬۱۱۹ نفر جمعیت دارد.